# Пуйя альпийская
Пу́йя альпи́йская (лат. Pūya alpēstris) — вид растений трибы Пуйевые (Puyeae) семейства Бромелиевые (Bromeliaceae). Эндемик Чили. Местное чилийское название (впрочем, как и всех почти пуй) — чагуаль (исп. chagual).

## Этимология
Видовой эпитет лат. alpestris — «альпийская», указывает на местообитание растения — альпийский пояс, по месту описания типового материала. Эпитет подвида лат. zoellneri посвящён немецкому ботанику Отто Цёльнеру (нем. Otto Zöllner Schorr, 1909—2007).

## Таксономия и систематика
- Puya alpestris (Poepp.) Gay, 1853. Fl. Chil 6: 12.— Pourretia alpestris Poepp., 1833. Fragm. Syn. Pl. 8.— Puya whytei Hook. f., 1868. Bot. Mag. 94: t. 5732.

Внутри вида выделяют два подвида:
- Puya alpestris (Poepp.) Gay ssp. alpestris
- Puya alpestris (Poepp.) Gay ssp. zoellneri Zizka, J. V. Schneid. et Novoa, 2013. Brittonia 65(4): 393.— P. alpestris ssp. berteroniana Zizka, 2009.— P. berteroniana auct.

Последний подвид до недавнего времени рассматривался как Puya berteroniana Mez, 1896. Monogr. Phan. 9: 477., однако в настоящее время это название принадлежит другому таксону — виду гибридогенного происхождения — × Puya berteroniana Mez, 1896.

## Ботаническое описание
Высота до 300 мм, во время цветения. Корневая система мощная, сильно разветвлённая, поверхностная. Стебли длинные, простёртые и восходящие, канделябровидно разветвлённые, часто укореняющиеся, обычно покрыты толстым слоем листовой ветоши (старые стебли только остатками листовых влагалищ), оканчиваются розетками жёстких листьев. Листья с широкими влагалищами, до 100 мм длиной, 30 мм шириной (у основания), очень твёрдые, по краю с крепкими, назад загнутыми, красно-коричневыми шипами, сверху бледно-зелёные, глянцевитые (иногда с редкими чешуями и тогда серо-зелёные), снизу густо покрыты плотным слоем чешуек, от чего белые. Цветонос до 100 мм высотой, толстый, крепкий, прямой или от основания изогнутый, покрыт широкоовальными, рано увядающими прицветными листьями, несёт соцветие — густую метёлку. Соцветие до 700 мм длиной, пирамидальное, густое (у P. a. spp. zellneri) или рыхлое (у P. a. spp. alpestris), веточки его несут цветки только до половины, от основания, вершины их стерильны (характерно для всего подрода Puya). Чашелистики зелёные, густо покрыты белыми чешуями. Лепестки синие, голубые или зеленовато-голубые, до 50 мм длиной, широкоовальные. Гинецей и тычинки выдаются за пределы венчика. Опыляется колибри и летучими мышами. Плод — септициднаяя коробочка, раскрывающаяся тремя створками. Семена с дорси-апикальным крылом, мелкие, до 3.5 мм длиной.

## Ареал и экология
Ксерофит. Растёт на сухих горных склонах, иногда по соседству со снежниками. Встречается в Андах центрального Чили. Эндемик.

## Значение для человека
Как и некоторые другие виды пуй, растущие в Чили, употребляется местным населением в пищу. В ход идут мясистые верхушки стеблей и листовые влагалища. Есть сообщения, что индейцы использовали крепкие, загнутые шипы листьев в качестве рыболовных крючков. Иногда выращивается в качестве декоративного растения в зонах с подходящим климатом.
Как и другой близкий вид — пуйя чилийская (Puya chilensis Molina), весьма нелюбима местными пастухами, т. к. овцы (особенно молодые ягнята) нередко запутываются в колючих листьях растения и, не способные выбраться самостоятельно, погибают.

## Галерея фотографий

### P. alpestrisspp.alpestris
Фиг. 1—2 — раскрывшийся цветок; фиг. 3, 4 — молодые, нецветшие розетки листьев; фиг. 5 — листья.
- Фиг. 1
- Фиг. 2
- Фиг. 3
- Фиг. 4
- Фиг. 5

### P. alpestrisspp.zoellneri
Фиг. 1, 2, 3 — соцветия на разных стадиях развития; фиг. 4 — часть веточки с цветками; фиг. 5 — листья розетки.
- Фиг. 1
- Фиг. 2
- Фиг. 3
- Фиг. 4
- Фиг. 5